# Tratamento de colisões através de encadeamento
O objetivo de uma função de Hash é receber um determinado valor e retornar um número inteiro, que é um identificador para este valor que lhe foi passado.
Exemplo : 
Mas nem sempre a função cumpre o seu objetivo.
Já é sabido que matematicamente o número de valores possíveis é muito maior do que os
identificadores retornados pela função de Hash.
Com isso, é possível que ocorram colisões.
Exemplo:
Este problema pode ser resolvido usando um dos vários métodos de tratamento colisões

em tabelas de Hash.

## Encadeamento
Basicamente o que um algoritmo de Encadeamento faz é armazenar na tabela informações sobre 
onde o próximo registro deve ser buscado.
Existem duas formas de Encadeamento :
- Encadeamento Externo
- Encadeamento Interno

## Encadeamento  Combinado
Neste encadeamento é criado um outro campo que pode ser chamado de próximo,
este campo armazenará a posição em que devemos fazer a busca.
Funciona da seguinte maneira:
É calculado o Hash da chave que estamos procurando para descobrir onde ela se encontra,
enquanto não chegar ao fim da busca e a posição não tiver sido encontrada, então verificamos 
neste novo campo onde deve ser feita a próxima busca.

## Encadeamento Aberto
Neste encadeamento é usada uma lista encadeada como estrutura auxiliar.
A tabela contém ponteiros para início de cada lista.
Em busca ou inserção é aplicada a função de hash, o retorno será qual ponteiro deve ser seguido.